# Olympiakos SFP
Olimpiakos SFP (nowogr. Ολυμπιακός Σ.Φ.Π.), właśc. PAE Olimpiakos Sindesmos Filatlon Pireos (nowogr. ΠΑΕ Ολυμπιακός Σύνδεσμος Φιλάθλων Πειραιώς) – grecki wielosekcyjny klub sportowy założony w Pireusie w 1925 roku. Najpopularniejszą jest sekcja piłkarska. Odwiecznym rywalem Olympiakosu jest Panathinaikos AO. Piłkarze Olympiakosu grają w barwach czerwono-białych, a mecze u siebie rozgrywają na stadionie Georgiosa Karaiskakisa w Pireusie. Klub posiada liczne sekcje, takie jak koszykarska, siatkarska, piłki wodnej, pływacka oraz wiele innych. Od początku swego istnienia odnosił sukcesy w różnych dziedzinach.

## Sukcesy drużyny piłkarskiej
- 48 tytułów mistrza Grecji: 1931, 1933, 1934, 1936, 1937, 1938, 1947, 1948, 1951, 1954, 1955, 1956, 1957, 1958, 1959, 1966, 1967, 1973, 1974, 1975, 1980, 1981, 1982, 1983, 1987, 1997, 1998, 1999, 2000, 2001, 2002, 2003, 2005, 2006, 2007, 2008, 2009, 2011, 2012, 2013, 2014, 2015, 2016, 2017, 2020, 2021, 2022, 2025
- zdobycie 29 Pucharów Grecji: 1947, 1951, 1952, 1953, 1954, 1957, 1958, 1959, 1960, 1961, 1963, 1965, 1968, 1971, 1973, 1975, 1981, 1990, 1992, 1999, 2005, 2006, 2008, 2009, 2012, 2013, 2015, 2020, 2025
- 5 Superpucharów Grecji: 1980, 1987, 1992, 2007, 2013
- 1 Puchar Bałkański: 1963
- 1 Liga Konferencji Europy UEFA: 2024

## Obecny skład
Stan na 24 kwietnia 2023
| Nr | Poz. | Piłkarz                 |
| -- | ---- | ----------------------- |
| 1  | BR   | Ramon                   |
| 4  | OB   | Panagiotis Retsos       |
| 6  | PO   | Yann M’Vila             |
| 7  | NA   | Konstzntis Fortunis     |
| 11 | PO   | Youssef El-Arabi        |
| 14 | OB   | Atanasios Andrutsos     |
| 15 | OB   | Sokratis Papastatopulos |
| 17 | NA   | Marios Wrusai           |
| 19 | NA   | Jeorjos Masuras         |
| 20 | PO   | João Carvalho           |
| 21 | PO   | Pep Buel                |
| 22 | PO   | Aguibou Camara          |
| 24 | OB   | Ousseynou Ba            |

| Nr | Poz. | Piłkarz                          |
| -- | ---- | -------------------------------- |
| 27 | OB   | Paitim Kasami                    |
| 28 | PO   | Mathieu Valbuena                 |
| 31 | BR   | Ögmundur Kristinsson             |
| 34 | OB   | Awraam Papadopulos (wicekapitan) |
| 36 | PO   | Mamadou Kané                     |
| 40 | OB   | Kostas Manolas                   |
| 45 | OB   | Oleg Reabciuk                    |
| 53 | PO   | Kostas Fortunis                  |
| 66 | OB   | Pape Abou Cissé                  |
| 77 | NA   | Garry Rodrigues                  |
| 88 | BR   | Konstandinos Dzolakis            |

## Klubowe rekordy
- Najdłuższa seria mistrzostw ligowych: 7 (1997-2003) i (2011-2017)